# Paris-Roubaix 1920
La 21e édition de la course cycliste Paris-Roubaix a eu lieu le 4 avril 1920 et a été remportée par le coureur belge Paul Deman.

## Classement final
|    | Cycliste          | Équipe          | Temps               |
| -- | ----------------- | --------------- | ------------------- |
| 1  | Paul Deman        | -               | en 10 h 47 min 20 s |
| 2  | Eugène Christophe | -               | + 43 s              |
| 3  | Lucien Buysse     | -               | + 43 s              |
| 4  | Honoré Barthélémy | -               | + 1 min 00 s        |
| 5  | Jules Van Hevel   | -               | + 6 min 23 s        |
| 6  | Henri Pélissier   | JB Louvet       | + 7 min 26 s        |
| 7  | Robert Gerbaud    | -               | + 7 min 26 s        |
| 8  | Giuseppe Azzini   | Bianchi-Pirelli | + 15 min 40 s       |
| 9  | Félix Goethals    | La Sportive     | + 16 min 40 s       |
| 10 | Marcel Buysse     | -               | + 27 min 42 s       |